# Gymnázium Herzlija

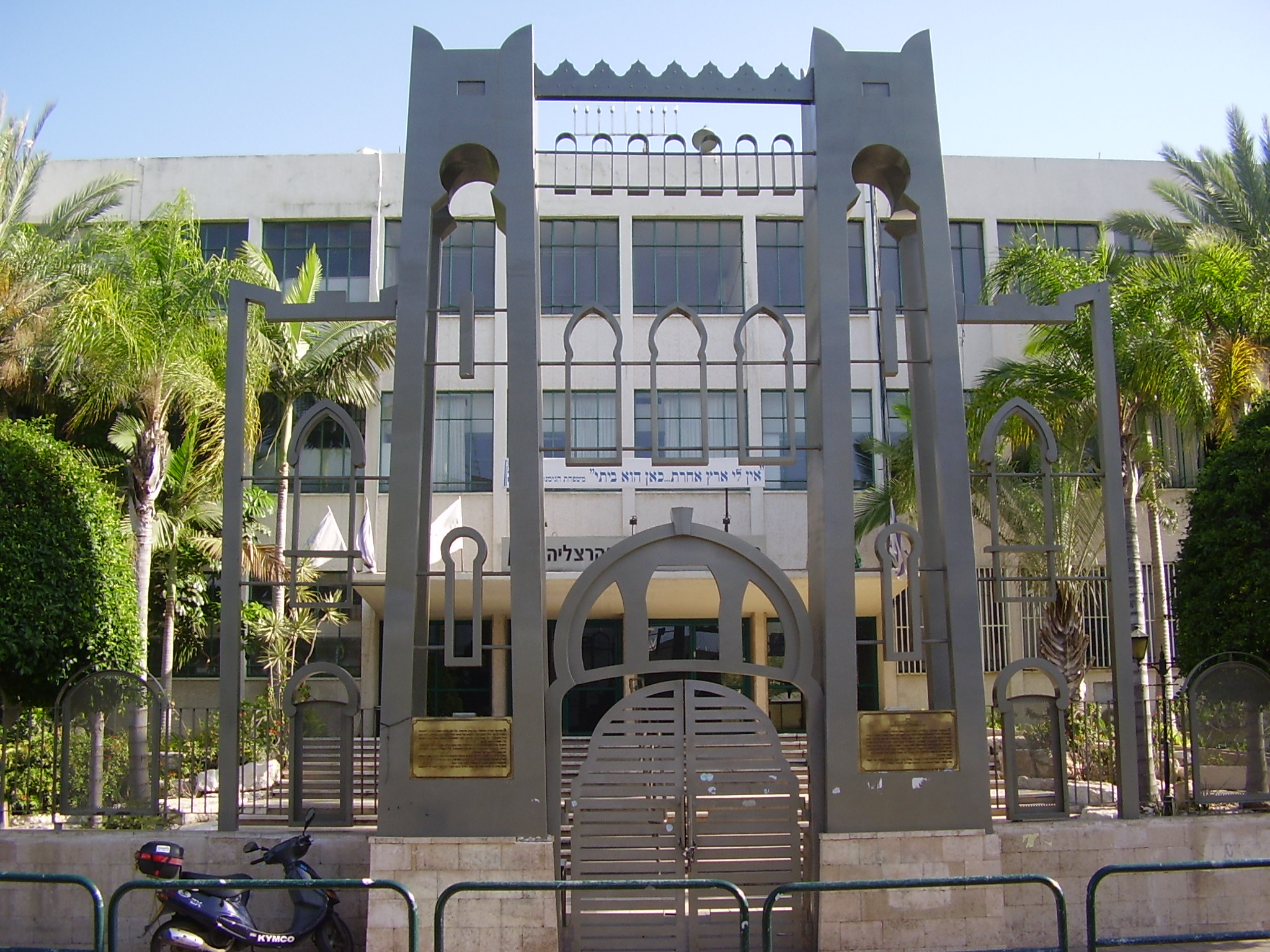
Nová budova gymnázia v Žabotinského ulici. Brána byla postavena v roce 2006.

Hebrejské gymnázium Herzlija (hebrejsky הגימנסיה העברית הרצליה‎, ha-Gymnasia ha-ivrit Herzlija, známé též jako gymnázium Herzlija, původně známé jako ha-Gymnasia ha-ivrit, tj. doslova „Hebrejská střední škola“) je historická střední škola v Tel Avivu v Izraeli, pojmenovaná po sionistickém vůdci Theodoru Herzlovi.

## Historie
Škola byla založena roku 1905 ve městě Jaffa ovládaném Osmanskou říší. Základní kámen nové budovy v Herzlově ulici v telavivské čtvrti Achuzat Bajit byl položen 28. července 1909 a gymnázium Herzlija se stala první hebrejskou školou v Osmanské říši. Budovu navrhl Josef Barsky a inspirací mu byla podoba Šalamounova chrámu.
Budova v Herzlově ulici byla jednou z hlavních telavivských památek až do roku 1962, kdy byla zbořena, aby na jejím místě vyrostl mrakodrap Šalom Meir Tower. Demolice budovy vyvolala široké pochopení důležitosti zachovávání historických památek. V 80. letech byla založena Společnost pro záchranu izraelského kulturního dědictví, z části i jako reakce na osud budovy gymnázia Herzlija.
Dnes se škola nachází v Žabotinského ulici a slouží jako šestiletá střední škola. Do současného kampusu se vchází branou, která je replikou fasády původní budovy z roku 1909.

## Slavné osobnosti spojené se školou
Mezi pedagogy vyučující na gymnáziu Herzlija patří například básník Ša'ul Černichovski či spisovatel Josef Chajim Brenner. Mezi zdejší studenty se řadí například Natan Alterman, dětský kardiolog Aron Brand, telavivský starosta Ron Chuldaj, spisovatel Aharon Meged, fyzik Juval Ne'eman, první starosta města Rišon le-Cijon Eljakum Ostašinski, izraelský premiér Moše Šaret či básník Avraham Šlonsky.